# Serie A (Italia) 1981-82
La Serie A 1981–82 fue la 80.ª edición del campeonato de fútbol de más alto nivel en Italia y la 50.ª bajo el formato de grupo único. Juventus F.C. ganó su 20° scudetto.

## Equipos participantes
| Equipo         | Ciudad        | Estadio               |
| -------------- | ------------- | --------------------- |
| Ascoli         | Ascoli Piceno | Cino e Lillo Del Duca |
| Avellino       | Avellino      | Partenio              |
| Bologna        | Bolonia       | Comunale de Bolonia   |
| Cagliari       | Cagliari      | Sant'Elia             |
| Catanzaro      | Catanzaro     | Comunale de Catanzaro |
| Cesena         | Cesena        | La Fiorita            |
| Como           | Como          | Giuseppe Sinigaglia   |
| Fiorentina     | Florencia     | Comunale de Florencia |
| Genoa          | Génova        | Luigi Ferraris        |
| Internazionale | Milán         | San Siro              |
| Juventus       | Turín         | Comunale de Turín     |
| Milan          | Milán         | San Siro              |
| Napoli         | Nápoles       | San Paolo             |
| Roma           | Roma          | Olímpico de Roma      |
| Torino         | Turín         | Comunale de Turín     |
| Udinese        | Údine         | Friuli                |

## Clasificación
| Pos. | Equipo         | Pts. | PJ | G  | E  | P  | GF | GC | Dif. | Clasificación                                |
| ---- | -------------- | ---- | -- | -- | -- | -- | -- | -- | ---- | -------------------------------------------- |
| 1    | Juventus (C)   | 46   | 30 | 19 | 8  | 3  | 48 | 14 | +34  | Clasificado a la Copa de Campeones de Europa |
| 2    | Fiorentina     | 45   | 30 | 17 | 11 | 2  | 36 | 17 | +19  | Clasificado a la Copa de la UEFA             |
| 3    | Roma           | 38   | 30 | 15 | 8  | 7  | 40 | 29 | +11  | Clasificado a la Copa de la UEFA             |
| 4    | Napoli         | 35   | 30 | 10 | 15 | 5  | 31 | 21 | +10  | Clasificado a la Copa de la UEFA             |
| 5    | Internazionale | 35   | 30 | 11 | 13 | 6  | 39 | 34 | +5   | Clasificado a la Recopa de Europa            |
| 6    | Ascoli         | 32   | 30 | 9  | 14 | 7  | 26 | 21 | +5   |                                              |
| 7    | Catanzaro      | 28   | 30 | 9  | 10 | 11 | 25 | 29 | −4   |                                              |
| 8    | Avellino       | 27   | 30 | 9  | 9  | 12 | 22 | 26 | −4   |                                              |
| 9    | Torino         | 27   | 30 | 8  | 11 | 11 | 25 | 30 | −5   |                                              |
| 10   | Cesena         | 27   | 30 | 8  | 11 | 11 | 34 | 41 | −7   |                                              |
| 11   | Udinese        | 26   | 30 | 9  | 8  | 13 | 27 | 37 | −10  |                                              |
| 12   | Cagliari       | 25   | 30 | 7  | 11 | 12 | 33 | 36 | −3   |                                              |
| 13   | Genoa          | 25   | 30 | 6  | 13 | 11 | 24 | 29 | −5   |                                              |
| 14   | Milan (D)      | 24   | 30 | 7  | 10 | 13 | 21 | 31 | −10  | Descenso a Serie B                           |
| 15   | Bologna (D)    | 23   | 30 | 6  | 11 | 13 | 25 | 37 | −12  | Descenso a Serie B                           |
| 16   | Como (D)       | 17   | 30 | 3  | 11 | 16 | 18 | 42 | −24  | Descenso a Serie B                           |

 Fuente: BDFutbol
Notas:
1. ↑  El Napoli obtuvo una plaza para disputar la Copa de la UEFA debido a que la Federación de Fútbol de Albania renunció a participar en el torneo por cuestiones políticas.

|            |
| Campeón    |
| Juventus   |
| 20º título |

## Resultados
| Local \ Visitante | ASC | AVE | BOL | CAG | CAT | CES | COM | FIO | GEN | INT | JUV | MIL | NAP | ROM | TOR | UDI |
| ----------------- | --- | --- | --- | --- | --- | --- | --- | --- | --- | --- | --- | --- | --- | --- | --- | --- |
| Ascoli            | —   | 1–1 | 2–1 | 2–1 | 2–1 | 1–0 | 1–1 | 0–0 | 1–1 | 2–2 | 1–0 | 1–0 | 0–0 | 0–1 | 0–0 | 3–0 |
| Avellino          | 1–0 | —   | 0–1 | 1–4 | 1–0 | 2–0 | 1–1 | 1–2 | 0–0 | 0–1 | 0–1 | 2–0 | 3–0 | 1–0 | 0–0 | 0–1 |
| Bologna           | 2–1 | 1–0 | —   | 1–1 | 0–0 | 0–0 | 1–0 | 0–2 | 1–1 | 3–1 | 0–0 | 0–0 | 2–2 | 2–0 | 0–0 | 0–2 |
| Cagliari          | 1–0 | 0–0 | 2–2 | —   | 2–1 | 1–1 | 2–0 | 0–0 | 2–1 | 1–1 | 0–1 | 1–1 | 1–1 | 2–4 | 1–0 | 1–1 |
| Catanzaro         | 1–0 | 0–0 | 1–0 | 1–0 | —   | 3–0 | 0–0 | 0–2 | 1–0 | 0–0 | 0–1 | 3–0 | 0–1 | 1–1 | 1–0 | 0–0 |
| Cesena            | 1–1 | 2–0 | 4–1 | 2–1 | 4–1 | —   | 1–1 | 2–1 | 1–1 | 1–3 | 1–1 | 2–3 | 1–3 | 1–1 | 0–0 | 2–1 |
| Como              | 1–2 | 0–1 | 2–2 | 2–1 | 1–1 | 2–1 | —   | 1–1 | 1–1 | 1–1 | 0–2 | 2–0 | 0–4 | 0–1 | 0–1 | 0–2 |
| Fiorentina        | 0–0 | 1–0 | 1–0 | 1–1 | 1–0 | 1–0 | 1–0 | —   | 3–2 | 4–2 | 0–0 | 1–0 | 2–1 | 1–0 | 2–1 | 3–0 |
| Genoa             | 0–0 | 0–2 | 1–0 | 1–1 | 2–0 | 0–0 | 1–0 | 0–0 | —   | 1–1 | 2–1 | 1–2 | 2–0 | 0–1 | 0–1 | 2–1 |
| Internazionale    | 0–0 | 2–1 | 2–1 | 1–3 | 1–1 | 3–2 | 4–0 | 1–1 | 0–0 | —   | 0–0 | 2–1 | 1–1 | 3–2 | 1–0 | 1–1 |
| Juventus          | 1–1 | 4–0 | 2–0 | 1–0 | 4–1 | 6–1 | 3–1 | 0–0 | 1–0 | 1–0 | —   | 3–2 | 0–0 | 0–1 | 4–2 | 1–0 |
| Milan             | 0–0 | 2–1 | 2–1 | 1–0 | 0–1 | 1–0 | 1–1 | 0–0 | 0–0 | 0–1 | 0–1 | —   | 1–1 | 1–2 | 0–0 | 0–1 |
| Napoli            | 0–0 | 0–0 | 2–0 | 1–0 | 1–1 | 2–2 | 2–0 | 0–1 | 2–2 | 2–0 | 0–0 | 0–1 | —   | 1–0 | 2–0 | 0–0 |
| Roma              | 2–1 | 0–0 | 3–1 | 2–1 | 2–2 | 0–1 | 2–0 | 2–0 | 1–0 | 3–2 | 0–3 | 1–1 | 1–1 | —   | 3–0 | 1–1 |
| Torino            | 2–1 | 1–1 | 1–0 | 4–2 | 1–2 | 0–0 | 0–0 | 2–2 | 2–0 | 0–1 | 0–1 | 2–1 | 0–0 | 2–2 | —   | 1–0 |
| Udinese           | 0–2 | 1–2 | 2–2 | 1–0 | 2–1 | 0–1 | 1–0 | 1–2 | 3–2 | 1–1 | 1–5 | 0–0 | 0–1 | 0–1 | 3–2 | —   |